# Тангуавелаюдапурам (Грама Ніладхарі)
Грама Ніладхарі Тангуавелаюдапурам (№ TK/10E) — Грама Ніладхарі підрозділу ОС Тірукковіл, округ Ампара, Східна провінція, Шрі-Ланка.

## Демографія
| Населення (2007) | Населення (2007) | Населення (2007) | Населення (2007) | Населення (2007) |
| Населення        | Чоловіки         | Жінки            | Діти             | Дорослі          |
| ---------------- | ---------------- | ---------------- | ---------------- | ---------------- |
| ‐                | ‐                | ‐                | ‐                | ‐                |